# Попутник (фільм, 2007)
«Попутник» (англ. The Hitcher) — американський фільм жахів 2007 року ремейк культового фільму 1986. Режисер — Дейв Меєрс.

## Сюжет
Грейс Ендрюс та Джим Голсі їдуть крізь штат Нью-Джерсі та зустрічають попутника. Вони їдуть разом з ним до готелю, але незнайомець намагається вбити їх. Вони врятувалися, але Попутник почав полювання на них.

## Касові збори
В американському прокаті фільм зібрав касу в 16 472 961 долар, в міжнародному —  $8 926 984. Загальний світовий прокат приніс  близько  $25,4 млн.
Під час показу в Україні, що розпочався 21 червня 2007 року, протягом перших вихідних фільм зібрав $12 675 і посів 8-ме місце в кінопрокаті того тижня. Фільм залишився на восьмій сходинці українського кінопрокату наступного тижня і зібрав за ті вихідні ще $4679. Загалом фільм в кінопрокаті України пробув 3 тижні і зібрав $22 996, посівши 163-тє місце серед найбільш касових фільмів 2007 року.